# アクアプラス
株式会社アクアプラス（英: AQUAPLUS Co., Ltd.）は、日本のゲーム会社。ポールトゥウィンホールディングスの子会社。コンピュータエンターテインメントレーティング機構、コンピュータソフトウェア倫理機構正会員。

## 概要
家庭用・PCの一般向けのAQUAPLUSブランドとアダルトゲームブランドであるLeafを持つ。音楽関連事業やフランチャイジーとしての飲食店事業も行っている。
2022年12月までコミックとらのあななどを傘下に持つユメノソラホールディングスの100%子会社であった。2022年12月28日よりポールトゥウィンホールディングスの子会社であるHIKE（旧：CREST）の子会社となる。
2025年6月24日、ポールトゥウィンホールディングスがメディア・コンテンツ業務からの撤退を決定。親会社のHIKEは創業者らが設立する株式会社HIKE Holdingsへ譲渡。アクアプラス及びその子会社はHIKEグループを外れた上で第三者へ株式譲渡することとなる。
2025年8月4日、ポールトゥウィンホールディングスがアクアプラスの全株式をユークスに譲渡することを発表。アクアプラスの子会社であるフィックスレコードもユークスの子会社に異動する。譲渡実行予定日は2025年8月29日。

### 事業内容
ゲーム製作会社としては珍しく、多方面にわたる事業を展開している。
- コンピュータゲームソフトの開発・販売
  - Leaf、AQUAPLUS
- CDなどの制作・販売、歌手・演奏家のマネジメント
  - 音楽事業部、関連企業：フィックスレコード（本社ビル内）
- 音楽スタジオ運営
  - STUDIO AQUA（本社ビル7階）
  - 関西のインディーズアーティストをターゲットとしたスタジオを運営。また自社のゲーム音楽の収録もここで行っている。

### かつて行っていた事業
- 自動車の販売・加工
  - 兵庫県多可郡多可町で、カープロショップ「AQUA」を経営していた[要出典]。2007年8月31日をもって閉店。スバル車に特化し、レース用チューニング・カスタマイズやパーツの販売を行っていた。
  - もとは下川直哉の父が創業した店を受け継いだもので、社名の「アクア」もここから来ている。
  - アクアプラス撤退・閉店後、元従業員が店を買い取り、営業を再開[9]。2021年現在に至るまで現存している[10]。
- 携帯端末「PIECE」の開発、販売
  - 2001年11月30日発売 9,800円
- 飲食店経営
  - 兵庫県・大阪府内でとりあえず吾平・牛角のフランチャイズ店舗を運営している。関連企業：フードット（兵庫県伊丹市・代表：下川隆治）[11][12]
- ワイン販売
  - ネット通販サイトを運営している。関連企業：フィックス（wine FIX）（兵庫県伊丹市）[13]

フードット、フィックス（wine FIX）の本社は以前はアクアプラス本社CTAビル内にあった。

### 同人に関する会社方針
設立当初より、二次創作に関しては他社同様趣味の範疇であれば制限を掛けていないが、書店委託など第三者を介した流通を同人活動と見なしていないなど独自の指針を設けていた。この考えから、社員が同人誌を書店委託することは趣味の範疇を超え副業と見なされるため、社内規定により一切禁止されていた。そのため、所属原画家・グラフィッカーらによるサークルの同人誌を入手するには、コミケなどの同人イベント、あるいは中古同人ショップやオークションしか手段が無かった。
2013年11月、とらのあなを傘下に持つユメノソラホールディングスとの業務提携を機にガイドラインが改められ、書店委託など第三者を介した流通に関しても同人活動として認めるようになった。

## 沿革

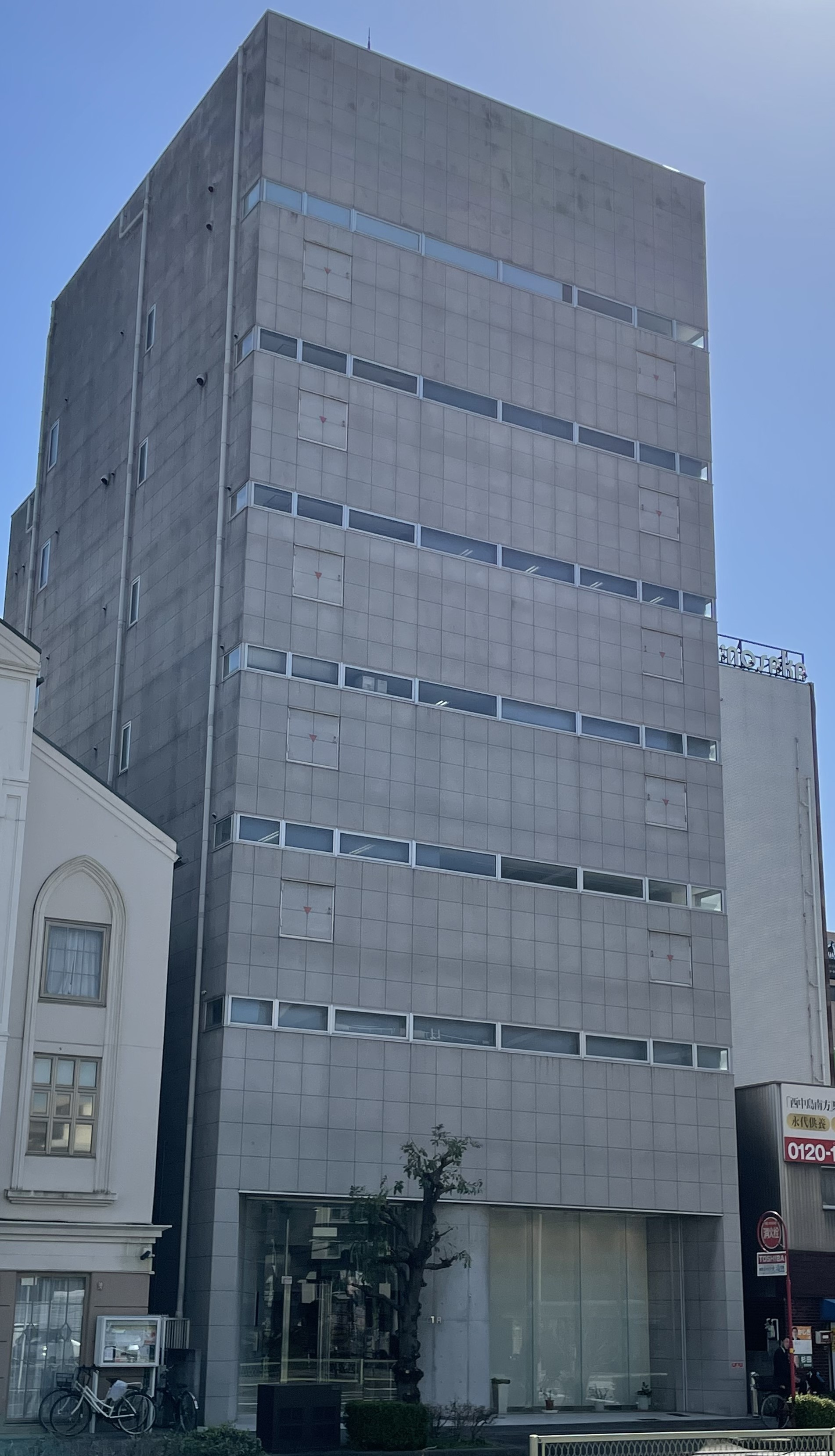
旧本社（ - 2023年）

- 1994年10月3日 - 兵庫県伊丹市にゲーム・音楽制作会社「有限会社ユーオフィス」として設立[19]。
- 1995年
  - 2月24日 - Leafブランドで、18禁PCゲーム『DR2ナイト雀鬼』を発売。
  - 11月 - U-Officeブランドで、一般向けPCゲーム『LEGAM』を発売。
- 1996年5月 - 社名を「株式会社アクア」へ変更し、株式会社へ移行。
- 1997年
  - 兵庫県多可郡中町（当時）にカーチューニングショップ「AQUA」（アクア）を開店。
  - 社名を「株式会社アクアプラス」へ変更[19]。
- 1998年10月 - 東京都豊島区に東京開発室を設立。
- 1999年
  - 3月25日 - AQUAPLUSブランドで、PlayStation用ゲーム『ToHeart』を発売。コンシューマーゲームへの参入第1弾。
  - 5月 - フィックスレコードを設立。第1作アルバム『To Heart サウンドトラック』（PlayStation版）を発売。
- 2000年6月 - 本社を大阪市へ移転。
- 2001年
  - 2月14日 - 「552文書」と呼ばれる開発スタッフの内情を記述した文章が、インターネット上へ露呈。
  - 3月1日 - Leafブランドのゲーム『痕』のおまけシナリオでの盗作に関する謝罪文を発表。
  - 11月30日 - 携帯ゲーム機「P/ECE」を発売。
- 2002年
  - 1月1日 - Leafファンクラブ会員へ『ABYSS BOAT』を無料配布。
  - 飲食店事業へ参入。
  - 年末 - 東京開発室を東京都台東区へ移転。
- 2007年
  - 1月 - Leafファンクラブを終了し、新たな会員サービス「AQUAPLUS MEMBERS」を開始。
  - 8月31日 - 「AQUA」を閉店。
  - 12月2日 - パシフィコ横浜で『うたわれるもの』、『ToHeart2』、『ティアーズ・トゥ・ティアラ 花冠の大地』をメインにした『アクアプラスフェスタ2007』を開催。
- 2008年11月29日 - 東京厚生年金会館で『アクアプラスフェスタ2008』を開催。
- 2009年 - フードット株式会社を設立（本社ビル内・代表取締役：下川隆治）し、飲食店事業を同社へ承継[11]。
- 2011年1月 - 一挙に6タイトルの新作を発表。「新プロジェクト」[20]と題した『うたわれるもの2（仮）』、『ティアーズ・トゥ・ティアラ2（仮）』、『ジャスミン（仮）』の3タイトルのほか、PlayStation Portable用ゲーム『ToHeart2 ダンジョントラベラーズ』、PlayStation 3用ゲーム『ToHeart2 DX PLUS』、アーケード用対戦型格闘ゲーム『AQUAPAZZA』という3タイトルも発表。
- 2013年10月1日 - コミックとらのあななどを傘下に持つユメノソラホールディングスがアクアプラスの全株式を取得し、資本業務提携することを同年9月20日に合意し契約を締結したと発表[4][21]。
- 2022年
  - 2月1日 - 下川直哉が代表取締役社長を退任。野田稔が代表取締役CEOに就任[22][23]。
  - 12月28日 - 株式会社HIKE（旧：CREST、ポールトゥウィンホールディングス連結子会社）がアクアプラスの全株式を取得し、アクアプラスの子会社であるフィックスレコードを含め子会社化[3]。
- 2023年
  - 1月6日 - 野田稔が代表取締役を退任し、HIKE代表取締役の三上政高が代表取締役に就任[24]。
  - 本社を大阪府大阪市淀川区西中島4丁目13番17号 CTAから同市同区宮原4丁目5番36号、東京開発室を東京都千代田区外神田3丁目5番12号からHIKEの本社が所在する東京都新宿区西新宿3丁目2番4号へ移転[1]。
- 2025年
  - 6月24日 - ポールトゥウィンホールディングスがメディア・コンテンツ事業撤退に伴い、アクアプラスの全株式をグループ外へ譲渡することを発表[25][2][5]。
  - 8月4日 - ポールトゥウィンホールディングスがアクアプラスの全株式をユークスに譲渡することを発表。本件株式譲渡に伴い、アクアプラス及び子会社であるフィックスレコードはユークスの子会社となる。株式譲渡実行予定日は2025年8月29日[7][8]。

## 作品一覧
ここではAQUAPLUSブランドで開発・発売・稼働・配信したソフトウェアのみを扱う。アダルトゲームについては、アダルトゲームのみで用いられるブランドであるLeafの項を参照。また、カッコ内はプラットフォームを表す。
- 1999年3月25日 - ToHeart（PlayStation）
  - 2003年6月27日 - ToHeart PSE（Windows）
  - 2004年12月28日 - ToHeart（PlayStation 2）
  - 2009年7月30日 - ToHeart PORTABLE（PlayStation Portable）
  - 2025年6月26日 - ToHeart（Nintendo Switch/Steam）[26]
- 2001年8月9日 - こみっくパーティー（ドリームキャスト）
  - 2003年5月30日 - こみっくパーティー DCE（Windows）
  - 2005年12月29日 - こみっくパーティー PORTABLE（PlayStation Portable）
- 2001年11月30日 - Picket（P/ECE）
- 2001年11月30日 - おでかけマルチ（P/ECE）
- 2001年11月30日 - Black Wings（P/ECE）
- 2001年12月4日 - TANK BATTLE（P/ECE）
- 2001年12月21日 - お嬢様は魔女ミニ（P/ECE）
- 2001年12月27日 - 猪名川で売ろう!!（P/ECE）
- 2003年1月30日 - テネレッツァ（Xbox）
  - 2003年3月28日 - テネレッツァ（Windows）
- 2004年12月28日 - ToHeart2（PlayStation 2）
  - 2009年7月30日 - ToHeart2 PORTABLE（PlayStation Portable）
  - 2011年9月22日 - ToHeart2 DX PLUS（PlayStation 3）
- 2005年11月25日 - ToHeart2 デスクトップアクセサリー（Windows）
- 2006年10月26日 - うたわれるもの 散りゆく者への子守唄（PlayStation 2）
  - 2009年5月28日 - うたわれるもの PORTABLE（PlayStation Portable）
  - 2018年4月26日 - うたわれるもの 散りゆく者への子守唄（PS4、PlayStation Vita）
  - 2019年10月18日 - スマホで読むうたわれるもの vol.01 ～散りゆく者への子守唄～（iOS、Android）
  - 2021年1月22日 - うたわれるもの 散りゆく者への子守唄（Windows / 発売元：DMM GAMES、Shiravune）
  - 2025年2月27日 - うたわれるもの トリロジーセット（Switch）
- 2007年1月25日 - Routes PE（PlayStation 2）、Routes PORTABLE（PlayStation Portable）
- 2007年3月23日 - うたわれるもの デスクトップキャラクターズ（Windows）
- 2008年7月17日 - ティアーズ・トゥ・ティアラ 花冠の大地（PlayStation 3）
  - 2010年11月25日 - ティアーズ・トゥ・ティアラ 花冠の大地 PORTABLE（PlayStation Portable）
- 2009年9月17日 - ティアーズ・トゥ・ティアラ外伝 -アヴァロンの謎-（PlayStation 3）
  - 2010年12月16日 - ティアーズ・トゥ・ティアラ外伝 -アヴァロンの謎- PORTABLE（PlayStation Portable）
- 2010年6月24日 - WHITE ALBUM -綴られる冬の想い出-（PlayStation 3）
  - 2012年3月30日 - WHITE ALBUM -綴られる冬の想い出-（Windows）
  - 2023年8月4日 - WHITE ALBUM -綴られる冬の想い出-（Windows、Steam）
- 2011年6月22日 - AQUAPAZZA（アーケード）
  - 2012年8月30日 - AQUAPAZZA（PlayStation 3）
- 2011年6月30日 - ToHeart2 ダンジョントラベラーズ（PlayStation Portable）
  - 2015年4月30日 - ToHeart2 ダンジョントラベラーズ（PlayStation Vita）
  - 2024年2月15日 - ToHeart2 ダンジョントラベラーズ（Windows、Steam）
- 2012年10月25日 - ハートフルシミュレーター PACHISLOT ToHeart2（PlayStation 3）
- 2012年12月20日 - WHITE ALBUM2 幸せの向こう側（PlayStation 3）
  - 2013年11月28日 - WHITE ALBUM2 幸せの向こう側（PlayStation Vita）
- 2013年1月30日 - WHITE ALBUM2 ドリームコミュニケーション（Android）
  - 2013年2月15日 - WHITE ALBUM2 ドリームコミュニケーション（iOS）
- 2013年3月28日 - ダンジョントラベラーズ2 王立図書館とマモノの封印（PlayStation Portable）
  - 2014年9月25日 - ダンジョントラベラーズ2 王立図書館とマモノの封印（PlayStation Vita）
  - 2023年6月9日 - ダンジョントラベラーズ2 王立図書館とマモノの封印（Windows）
- 2013年10月31日 - ティアーズ・トゥ・ティアラII 覇王の末裔（PlayStation 3）
- 2014年12月24日 - WHITE ALBUM2 ミニアフターストーリー（Windows）[27]
- 2015年9月24日 - うたわれるもの 偽りの仮面（PlayStation 4、PlayStation 3、PlayStation Vita）
  - 2019年10月18日 - スマホで読むうたわれるもの vol.02 ～偽りの仮面～（iOS 、Android）
  - 2020年1月23日 - うたわれるもの 偽りの仮面（Windows / 発売元：DMM GAMES、Shiravune）
- 2016年9月21日 - うたわれるもの 二人の白皇（PlayStation 4、PlayStation 3、PlayStation Vita）
  - 2019年10月18日 - スマホで読むうたわれるもの vol.03 ～二人の白皇～（iOS 、Android）
  - 2020年1月23日 - うたわれるもの 二人の白皇（Windows / 発売元：DMM GAMES、Shiravune）
- 2017年4月20日 - ダンジョントラベラーズ2-2 闇堕ちの乙女とはじまりの書（PlayStation Vita）
  - 2023年6月9日 - ダンジョントラベラーズ2-2 闇堕ちの乙女とはじまりの書（Windows）
- 2018年9月27日 - うたわれるもの斬（PlayStation 4）
- 2019年11月26日 - うたわれるもの ロストフラグ（iOS、Android）[28]
- 2020年12月10日 - ドカポンUP! 夢幻のルーレット（PlayStation 4、Nintendo Switch）[29]
- 2021年7月22日 - うたわれるもの斬2（PlayStation 5、PlayStation 4）[30]
- 2022年11月17日 - モノクロームメビウス 刻ノ代贖（PlayStation 5、PlayStation 4、Steam）[31]
- 2022年12月22日 - 義賊探偵ノスリ (PlayStation 4 / Switch)[32]

### 開発が中止されたタイトル
- 痕 PORTABLE（PSP → Windows）
当初はPSP用での開発が予定されていたが、家庭用ゲームでの制約から開発を断念し、Windows用として再開発された[33]。

### アニメ化作品一覧
ここではAQUAPLUS及びLeaf作品のうちアニメ化したものを扱う。特に記述のない限りTVアニメとして放映されたものである。2回目のアニメ化の際はオリジナルストーリーを扱うことが多くその際サブタイトルの頭文字が『R』だったため〜Rという略称がよく使われた。しかしToHeart2ではこの特徴は見られなくなってしまった。
| 作品                            | 放送・発売年         | アニメーション制作          | 備考 |
| ------------------------------- | -------------------- | --------------------------- | ---- |
| To Heart                        | 1999年（第1期）      | オー・エル・エム            |      |
| To Heart                        | 2004年（第2期）      | OLM AIC A.S.T.A.            |      |
| こみっくパーティー              | 2001年（第1期）      | OLM TEAM IGUCHI             |      |
| こみっくパーティー              | 2003年（第2期・OVA） | カオスプロジェクト          |      |
| こみっくパーティー              | 2005年（第2期・TV）  | RADIX                       |      |
| ToHeart2                        | 2005年（TV）         | OLM Team IGUCHI             |      |
| ToHeart2                        | 2007年（第1期・OVA） | カオスプロジェクト AQUAPLUS |      |
| ToHeart2                        | 2008年（ad）         | カオスプロジェクト AQUAPLUS |      |
| ToHeart2                        | 2009年（adplus）     | カオスプロジェクト AQUAPLUS |      |
| ToHeart2                        | 2010年（adnext）     | カオスプロジェクト AQUAPLUS |      |
| うたわれるもの                  | 2006年               | OLM TEAM IWASA              |      |
| OVA うたわれるもの              | 2009年               | カオスプロジェクト AQUAPLUS |      |
| WHITE ALBUM                     | 2009年               | セブン・アークス            |      |
| ティアーズ・トゥ・ティアラ      | 2009年               | WHITE FOX                   |      |
| ToHeart2 ダンジョントラベラーズ | 2012年               | カオスプロジェクト AQUAPLUS | OVA  |
| WHITE ALBUM2                    | 2013年               | サテライト                  |      |
| うたわれるもの 偽りの仮面       | 2015年               | WHITE FOX                   |      |
| うたわれるもの 二人の白皇       | 2022年               | WHITE FOX                   |      |